# Фердульф
Фердульф (лат. Ferdulf; погиб в 700-х годах) — герцог Фриуля в конце VII — начале VIII века.

## Биография
Единственным повествующим о Фердульфе нарративным источником является «История лангобардов» Павла Диакона.
Фердульф, выходец из Лигурии, получил власть над Фриульским герцогством после Адо. Из-за недостаточности сведений в средневековых источниках о истории герцогства в VI—VIII веках точная дата этого события неизвестна. Высказываются предположения, что это могло произойти или около 694 года, или в 701/702 году. Если верной является вторая дата, то назначение Фердульфа правителем Фриуля было произведено королём Арипертом II, желавшим поставить в этой мятежной области верного себе человека.
Павел Диакон характеризовал Фердульфа как человека лживого и высокомерного. По свидетельству этого историка, герцог подкупом убедил некоторых из вождей карантанских славян напасть на его владения. Сам же Фердульф намеревался победой над этими врагами заслужить славу и почёт. Однако ещё до того, как основное славянское войско вторглось во Фриульское герцогство, несколько отрядов славян напали на приграничные области Лангобардского королевства и захватили принадлежавший местным жителям скот. Не сумевший им помешать здешний наместник (sculdahis) Аргайт, человек благородный и сильный, удостоился от Фердульфа столь грубого поношения, что посчитал себя смертельно оскорблённым и затаил обиду на герцога.
Вскоре во Фриуль пришло основное войско славян и укрепилось на вершине крутой горы. Фердульф намеревался с войском обойти славянский лагерь и напасть на него с той стороны, где лангобардским воинам было бы сподручно сражаться. Однако Аргайт, которого герцог ранее обвинил в трусости, упрекнул Фердульфа в боязни напасть на врагов. Аргайт бросился на славян по склону, неудобному для атаки. За ним, не желая прослыть трусом, поскакал и герцог, а за своим военачальником и остальные фриульские войны. Произошедшее вслед за этим сражение оказалось крайне неудачным для лангобардов: большинство из них погибло от сброшенных сверху славянами камней ещё до того, как достигло вражеских укреплений. Среди павших на поле боя были герцог Фердульф и Аргайт. По словам Павла Диакона, в битве погибли почти все представители фриульской знати. Из числа спасшихся с поля боя историк называет Мунихиза, отца будущих герцогов Петра Фриульского и Урса Ченедского.
Вероятно, свидетельства Павла Диакона об огромном войске славян и гибели множества знатных лангобардов являются явными преувеличениями. Высказывается мнение, что славянское нападение на Фриульское герцогство могло быть инспирировано укрывавшимся в Баварии Анспрандом, врагом короля Ариперта II.
Точная дата гибели Фердульфа не известна. Предполагается, что это событие могло произойти или в 701, или в 706 году. Новым правителем Фриульского герцогства был назначен Корвул.